# Querelle de l'athéisme
La querelle de l'athéisme (Atheismusstreit) concerna, de 1798 à 1800, Fichte, alors professeur à l'Université d'Iéna, accusé d'athéisme, et contraint à renoncer à sa chaire de philosophie le 29 mars 1799. Fichte semble identifier Dieu à l'ordre moral du monde, il retire à Dieu l'être (Sein) objectif. Ses adversaires voient là un athéisme. Il se défend en s'en prenant à la conception traditionnelle de Dieu :
« Un Dieu qui doit être le serviteur des désirs est un être méprisable ; il remplit une fonction qui répugnerait à tout honnête homme. Un pareil Dieu est un méchant être ; il entretient et éternise la perdition des hommes et la dégradation de la Raison ; un pareil Dieu, c'est à proprement parler et tout justement ce Prince de la terre, jugé et condamné depuis longtemps par la bouche du Verbe dont il fausse les paroles. Son office est l'office de ce Prince ; sa fonction, de subvenir aux besoins de la police. Ce sont eux les véritables athées, ils n'ont absolument pas de Dieu ; ils se sont forgé une idole impie... Accomplir certaines cérémonies, réciter certaines formules, croire des propositions incompréhensibles, ce sont tous leurs moyens de se mettre bien en cour avec lui et de recevoir ses bénédictions. Ils adressent à Dieu des louanges, ils lui font une gloire, dont un homme ne voudrait pas ; et, ce qu'il y a de plus impie, ils ne croient même pas aux paroles qu'ils prononcent, ils s'imaginent seulement que Dieu aime à les entendre, et pour avoir ses faveurs, ils abondent en ce sens. »

## Historique
Déjà, en 1792, Fichte avait publié Essai d'une critique de toute révélation, où il réduit le religieux à l'éthique. 
En janvier 1798, Friedrich Karl Forberg (1770-1848) publie dans le Journal philosophique un article intitulé "Au sujet de l'évolution du concept de religion" (Über die Entwicklung des Begriffs Religion), dans lequel il met en cause l'existence de Dieu et la possibilité de son règne à venir à partir d'arguments pris chez Kant. Fichte préface, dans le même cahier du Journal philosophique, l'article de Forberg. Son article à lui s'intitule : "Le fondement de notre croyance en une divine Providence". Philonenko résume : "Fichte niait l'existence d'un Dieu extérieur à la conscience et comparable à une véritable chose en soi. Dieu était, selon Fichte, non plus une chose, non plus un postulat du devoir ou une hypothèse qui s'y rattache, mais la réalisation du devoir, de la moralité dans l'univers par et dans la chaîne infinie des consciences."
En novembre 1798, une anonyme Lettre d'un père à son fils étudiant concernant l'athéisme de Fichte et de Forberg attaque : "Il est véritablement scandaleux que l'athéisme le plus grossier soit enseigné ouvertement dans une université chrétienne. Et pourtant l'on dit que Fichte a un tel succès qu'il a réussi à annihiler un de ses collègues" (cité par Fichte, Sämtliche Werke, t. V, p. 305). Le consistoire de Dresde accuse Fichte d'athéisme. La cour de Weimar chercha un compromis, mais Fichte s'emporta, il menaça de démission, mais on le prit à la lettre et il dut quitter l'Université d'Iéna.
En 1799. Forberg justifie dans Apologie de son prétendu athéisme sa foi pratique en une réalité morale. Selon le résumé de R. Kühn, "la seule religion au sens kantien du devoir n'est pas la croyance que Dieu existe, mais le fait d'agir efficacement en ce monde comme si Dieu existait".
Fichte, dans Appel au public contre l'accusation d'athéisme (1799) : la croyance en un gouvernement divin du monde n'est pas croyance en un maître du festin, dispensateur du bonheur, mais consiste dans la seule certitude intérieure de l'enchaînement intelligible de mes actions.
Fichte, dans Justification juridique contre l'accusation d'athéisme (1799), remarque que sa pensée relève plus de l'acosmisme que de l'athéisme. "pour Fichte, Dieu constitue l'ordre moral du monde, auquel la conscience accède par la notion de devoir. En s'efforçant de réaliser le devoir, le moi, à partir de ce monde qui est son œuvre, tend vers un autre monde, celui de l'ordre moral. La foi en cet ordre, voilà la religion. Au Dieu des dogmatistes Fichte substitue la notion du divin. Nous n'avons plus besoin de concevoir un Dieu, substance indépendante de l'idée d'un ordre moral universel où le bien suprême se réalise dans la vérité et non dans le bonheur. Ceux qui ont la propension et le besoin d'imaginer Dieu, cause d'un tel ordre, comme une entité particulière ne se rendent pas compte qu'il est impossible d'attribuer à Dieu intelligence et personnalité sans en faire un esprit fini semblable au nôtre ; le concevoir comme une substance à part est une superstition en contradiction avec l'idée même de Dieu, car une substance signifie un être doué de sensibilité et, partant, localisé dans l'espace et dans le temps ; nous ne pouvons donc lui attribuer l'existence, qui ne peut convenir qu'à un être doué de sensibilité."